# Silvestrska turneja
Silvestrska turneja je žensko tekmovanje FIS svetovni pokal v smučarskih skokih, prvotno ustanovljeno leta 2021 pri nas v Ljubnem ob Savinji, in narejeno po vzoru moške Novoletna turneje.
Po vzoru moške Novoletne turneje ženske prav tako tekmujejo po sistemu K.Oː na izpadanje, v katerem se bo pomerilo 25 parov (50 tekmovalk). Zmagovalke parov, plus 5 najboljših poraženk (torej skupno 30 tekmovalk) se uvrsti v finale, kjer pa se kot običajno tekmuje v obratnem vrstnem redu.
Tekmovanje je bilo prvotno ustanovljeno pri nas na Ljubnem ob Savinji z le 2 tekmama, na drugi turneji pa se je prvič pridružilo še eno prizorišče, in sicer avstrijski Beljak, tako bodo odslej na sporedu skupaj 4 tekme.

## Turneja

### Prizorišča
| Beljak                      | Ljubno ob Savinji             |
|                             |                               |
| Villacher Alpenarena (HS98) | Skakalni center Savina (HS94) |
| Avstrija Beljak             | Slovenija Ljubno ob Savinji   |

### Skupni seštevek
| Izvedba | Začetek           | Konec          | Zmagovalka    | Druga            | Tretja        | Ref.  |
| ------- | ----------------- | -------------- | ------------- | ---------------- | ------------- | ----- |
| 1.      | 31. december 2021 | 1. januar 2022 | Marita Kramer | Nika Križnar     | Sara Takanaši | [ 1 ] |
| 2.      | 28. december 2022 | 1. januar 2023 | Eva Pinkelnig | Anna Odine Strøm | Nika Križnar  | [ 2 ] |